# 김천 갈항사지 석조여래좌상
김천 갈항사지 석조여래좌상(金泉 葛項寺址 石造如來坐像)은 대한민국 경상북도 김천시에 있는 신라의 불상이다.
1963년 1월 21일 대한민국의 보물 제245호 오봉동석조석가여래좌상(梧鳳洞石造釋迦如來坐像)으로 지정되었다가, 2010년 8월 25일 현재의 명칭으로 변경되었다.

## 개요
갈항사(葛項寺) 터에 있는 높이 1.22m의 불상으로 군데군데 파손이 심한 상태이다.
둥근 얼굴에 신비스런 미소를 띠고 있으며 눈·코·입의 표현이 사실적이다. 가슴이 당당하고 허리가 잘록하며, 왼쪽 어깨를 감싼 옷은 굴곡있는 신체에 밀착되어 부드러운 옷주름 선을 나타내고 있다. 오른손은 손바닥을 무릎에 대고 아래를 가리키고 있지만, 오른 손목과 손등 뿐이며 왼손도 일부 깨졌다.
불상이 만들어진 시기는 갈항사 3층석탑의 건립 연대인 경덕왕 15년(758) 무렵일 것으로 추정된다.

## 같이 보기
- 갈항사지 동·서 삼층석탑

## 참고 자료
- 김천 갈항사지 석조여래좌상 - 국가유산청 국가유산포털